# Wilhelm Kienzl
Wilhelm Kienzl (ur. 17 stycznia 1857 w Waizenkirchen, zm. 3 października 1941 w Wiedniu) – austriacki kompozytor i dyrygent. Studiował w Grazu, Pradze, Lipsku i Wiedniu. 
W 1879 r. był asystentem Richarda Wagnera w Bayreuth, w 1883–1884 kapelmistrzem niemieckiej opery w Amsterdamie, a następnie w Krefeld. W 1886 został kapelmistrzem w Grazu, a w 1889 w Hamburgu. Pisał muzykę orkiestrową, kameralną, fortepianową, a także opery:
- opera Urvasi (1886)
- opera Heilmar der Narr (1892)
- opera Don Quixote (1898)